# Eriopogon spatenkai
Eriopogon spatenkai är en tvåvingeart som beskrevs av Hradsky och Huttinger 1995. Eriopogon spatenkai ingår i släktet Eriopogon och familjen rovflugor.
Artens utbredningsområde är Tunisien. Inga underarter finns listade i Catalogue of Life.